# Авария A310 в Вене
Авария A310 в Вене — авиационная авария, произошедшая 12 июля 2000 года. Авиалайнер Airbus A310-304 авиакомпании Hapag-Lloyd выполнял плановый рейс HF-3378 по маршруту Ханья—Ганновер, но через несколько секунд после взлёта пилоты не смогли убрать его стойки шасси и изначально продолжили полёт к пункту назначения, но после выработки авиатоплива приняли решение совершить аварийную посадку в аэропорту Вены, во время которой лайнер не долетел до взлётной полосы, жёстко приземлился около неё и частично разрушился. Из находившихся на его борту 151 человека (143 пассажира и 8 членов экипажа) никто не погиб, но 26 человек получили ранения.

## Самолёт
Airbus A310-304 (регистрационный номер D-AHLB, серийный 528) был выпущен в 1989 году (первый полёт совершил 25 октября под тестовым б/н F-WWCE). 10 января 1990 года был передан авиакомпании Hapag-Lloyd. Оснащён двумя турбовентиляторными двигателями General Electric CF6-80C2A2. На день аварии 10-летний авиалайнер совершил 13 789 циклов «взлёт-посадка» и налетал 41 307 часов.

## Экипаж
Самолётом управлял опытный экипаж, его состав был таким:
- Командир воздушного судна (КВС) — 56-летний Вольфганг Армингер (нем. Wolfgang Arminger). Очень опытный пилот, налетал свыше 23 400 часов.
- Второй пилот — 25-летний Торстен Рекрат (нем. Thorsten Röckrath). Малоопытный пилот, налетал свыше 2850 часов.

В салоне самолёта работали 6 бортпроводников.

## Хронология событий
Рейс HF-3378 вылетел из Ханьи в 10:59, но вскоре после взлёта пилоты обнаружили, что стойки шасси убирались неполностью, на что указывали как красная («GEAR UNSAFE»), так и жёлтая («GEAR DOOR OPEN») лампочки на приборной панели. После ещё четырех неудачных попыток все три стойки шасси лайнера остались в выпущенном положении; показания приборов в кабине при этом указывали на допустимое состояние самолёта, отрегулированное для полёта на крейсерском эшелоне. Пилоты продолжили полёт в Ганновер для расхода авиатоплива перед возможной аварийной посадкой; экипажу всё это время пришлось справляться с большой нагрузкой в кабине, которая усугублялась недоступностью КВ-радиостанции авиакомпании Hapag-Lloyd для технических консультаций, что вынудило второго пилота потратить почти 1 час на установление альтернативной связи с Hapag-Lloyd через ACARS и Стокгольмское радио. С помощью системы управления полётом (FMS) экипаж оценил расход авиатоплива, и КВС, посоветовавшись с авиадиспетчером, принял решение совершить аварийную посадку в аэропорту Мюнхена, где другой А310 уже будет готов доставить пассажиров в Ганновер; при этом командир не учёл, что FMS не была разработана с учётом дополнительного сопротивления, создаваемого выпущенными стойками шасси, и лайнер не смог бы долететь до Мюнхена, что со временем стало ясно по неожиданно выросшему расходу авиатоплива.
Примерно в 12:00 КВС решил посадить рейс 3378 в аэропорту Вены. Вскоре после этого второй пилот сообщил командиру, что они уже израсходовали половину первоначального запаса авиатоплива, хотя они продвинулись только к своей последней путевой точке «YNN» (на территории Греции, около трети расстояния до Вены). В 12:34 прогноз FMS по остатку авиатоплива по прибытии в Вену упал до 1,9 тонны; в таких условиях правила авиакомпании требовали немедленной посадки в ближайшем подходящем аэропорту, которым был Загреб в 10 минутах полёта (впоследствии в окончательном отчёте расследования было указано, что «свидетельств немедленной реакции экипажа на эту ситуацию не было». В то время как связь с авиадиспетчером аэропорта Загреба был установлена через 9 минут, рейс 3378 продолжал полёт в сторону Вены и пилоты запрашивали доступ к ВПП.
В 12:53 экипаж рейса 3378 сообщил УВД Вены, что если посадка в аэропорту будет недоступна, то они приземлятся в более близком аэропорту Грац; это побудило УВД Вены уточнить и наконец узнать, что у лайнера иссякает авиатопливо, но пилоты не объявляют чрезвычайной ситуации, всё ещё ожидая нормальной посадки. Когда указатели уровня авиатоплива показали, что в баках осталось только 1,9 тонны, второй пилот дважды посоветовал командиру объявить аварийную ситуацию, но тот отложил это действие. В 13:01 сигнал в кабине экипажа указал на остаток авиатоплива 1340 килограммов, что автоматически генерировало сообщение ACARS; рейс HF-3378 в этот момент находился в 78 километрах к северо-востоку от Загреба, в 157 километрах к юго-востоку от Граца и в 243 километрах от Вены. В 13:07 экипаж рейса 3378 наконец объявил о чрезвычайной ситуации из-за нехватки авиатоплива, при этом сообщив, что они садятся в Вене.
После этого экипаж ещё обсуждал возможную посадку в Граце, но обнаружил, что схема захода на посадку для этого аэропорта отсутствует в наборе карт самолёта. В 13:12 пилоты всё ещё обсуждали правильность работы FMS — второй пилот не доверял его данным во время полёта с выпущенными стойками шасси, в то время как КВС утверждал, что её данные верны. После этого КВС попросил второго пилота не запрашивать помощи экстренных служб аэропорта Вены после посадки и отложить выпуск закрылок даже после отказа двигателей. В 13:26 UTC давление на входе в правый внешний топливный насос упало, но сам насос остался работать. Оба двигателя отключились в 22 километрах от взлётной полосы №34 аэропорта Вены, но второй пилот смог перезапустить их. Поскольку у экипажа не было времени времени на окончательную оценку ситуации, переключатель «LAND RECOVERY» был ими проигнорирован, что привело к ограничению работы элеронов, необходимых для контроля устойчивости на малых скоростях. В 13:34 рейс HF-3378 концом левого крыла ударился о землю примерно в 660 метрах от ВПП №34 и затем левой стойкой шасси, которая разрушилась через 22 метра; затем лайнер пронёсся над сигнальными огнями и антеннами, развернулся влево на 90° и остановился справа от торца взлётной полосы посередине между двумя рулёжными дорожками. После посадки у лайнера полностью разрушилась левая стойка шасси и частично разрушились левое крыло и двигатель №1 (левый). Все 151 человек на борту самолёта выжили, но 26 пассажиров получили лёгкие ранения во время эвакуации (5 из 6 аварийных трапов выпустились в неправильном положении).
Хотя лайнер после аварии был признан пригодным к восстановлению, в июле 2004 года он был списан из-за обнаруженных серьёзных повреждений нижней части фюзеляжа.

## Расследование
Расследование причин аварии рейса HF-3378 проводило Федеральное управление транспорта Австрии (BAV).
Окончательный отчёт расследования был опубликован 21 марта 2006 года.
Согласно отчёту, причиной неуборки стоек шасси стали ошибки во время технического обслуживания лайнера — ненадлежащим образом закрепленная контргайка позволяла винту постепенно поворачиваться, что в итоге привело к погрешности регулировки на 10 миллиметров, препятствовавшей полному втягиванию.
В отчёте также были указаны причины, из-за которых пилотам не удалось адекватно справиться с технической неисправностью, и они продолжали полёт до отказа двигателей из-за выработки авиатоплива:
- Экипаж не соблюдал правила авиакомпании в отношении запасов авиатоплива, причиной чего послужил человеческий фактор (в первую очередь чрезмерные нагрузки и стресс), что в свою очередь привело к потере ситуационной осведомлённости.
  - Запасы авиатоплива определялись исключительно с помощью FMS в связи с незнанием о его неприменимости при выпущенных шасси.
  - КВС не смог изменить курс на ближайший аэропорт Загреба после получения предупреждения о низком уровне авиатоплива, очевидно, чрезмерно сконцентрировавшись на одной цели (аэропорт Вены).
- В документации компании «Airbus Industrie» не было адекватных и чётких инструкций для экипажа об ограничениях, которые применяются к контролю уровня авиатоплива с использованием FMS.
- Авиакомпания предоставила недостаточную документацию в контрольном списке для «ненормальной индикации поднятого шасси», а Оперативный отдел предоставил неадекватную оценку потребностей авиатоплива.

Также в отчёте были указаны 14 рекомендаций по улучшению систем, документов и процедур, необходимых для избежания подобных проблем в будущем.

## Суд
Руководство авиакомпании Hapag-Lloyd сообщило, что командир Армингер добровольно уволился из авиакомпании через 6 месяцев после аварии. В 2004 году районный суд Ганновера признал его виновным в «опасном вмешательстве в воздушное движение», заявив, что он «поставил под угрозу жизни других людей» (в основном из-за того, что не захотел приземлиться в Загребе) и приговорил его к 6 месяцам лишения свободы условно. Приговор подвергся критике со стороны немецкого судебного репортера Гизелы Фридрихсен (нем. Gisela Friedrichsen), которая посчитала, что двух судебных заседаний недостаточно для представления и оценки всех доказательств.
В отчёте, опубликованном Американской ассоциацией юристов в 2012 году, указывается, что такие судебные преследования подрывают безопасность авиакомпаний, поскольку их угроза может помешать следственным процессам.